# Список самых высоких зданий Архангельска
В список самых высоких зданий Архангельска включены здания высотой более 60 м. Под зданиями здесь понимаются постройки, разделённые с регулярными интервалами на уровни и предназначенные для жилья или пребывания людей. Теле- и радиомачты, дымовые трубы и прочие технические постройки в эту категорию не попадают, так как являются сооружениями.

## История

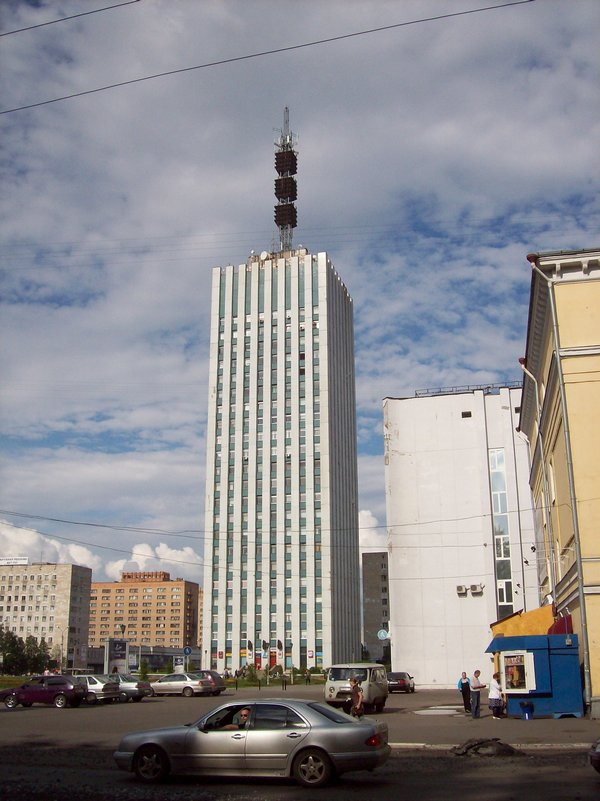
Здание проектных организаций

В 1982 г. было построено Здание проектных организаций, которое долгое время являлось самым высоким зданием в городе. Его высота без учёта антенны составляла 82 м. Первые жилые дома выше 16 этажей стали появляться только в 2000-е гг. В 2017 г. было построено первый в городе дом, который стал выше Здания проектных организаций. Строительство ЖК «Империал» вызвало дискуссии о целесообразности проекта, безопасности и изменения облика города.

## Построенные здания
| Место | Название                     | Высота, м | Этажность | Год постройки | Примечания |
| ----- | ---------------------------- | --------- | --------- | ------------- | --- |
| 1     | ЖК «Империал»                | 93        | 25        | 2017          | С 2017 года — самое высокое здание в городе.                                                                             |
| 2     | Здание проектных организаций | 82        | 24        | 1983          | С 1983 по 2017 год — самое высокое здание в городе (без учёта антенны). Вместе с антенной высота составляет около 140 м. |
| 3     | Михаило-Архангельский собор  | 64,5      |           | 2022          | По другим данным, высота храма составляет около 72—75 м.                                                                 |
| 4=    | ЖК «Гармония»                | ок. 62    | 18        | 2020          | Два корпуса. |
| 4=    | ЖК «Седьмое небо»            | ок. 62    | 18        | 2019          | Два корпуса. |
| 6     | пр. Обводный канал, 76       | ок. 60 м  | 17        | 2007          | |

## Другие примечательные здания и сооружения
| Название                       | Высота, м | Этажность | Год постройки | Примечания                                                       |
| ------------------------------ | --------- | --------- | ------------- | ---------------------------------------------------------------- |
| Архангельская телебашня        | 208       |           | 2003          | Самое высокое сооружение в Архангельской области.                |
| Старая Архангельская телебашня | 151       |           | 1963          | [ 12 ] [ 13 ]                                                    |
| Дом Сутягина                   | 38        | 13        | 1995          | Самый высокий жилой деревянный дом в России. Снесён в 2008 году. |